# Trattato di Benevento
Il trattato di Benevento o concordato di Benevento fu un importante trattato stipulato tra il Papato di Adriano IV e i Normanni del Regno di Sicilia il 18 giugno 1156.
Dopo anni di relazioni turbolente, il papa si rassegnò finalmente a concludere la pace con i sovrani d'Altavilla.
Nel 1156 il papa era rimasto il solo ad opporsi ai Normanni: l'esercito di Michele Paleologo era stato annientato, l'esercito di Federico Barbarossa era tornato in Germania e i ribelli all'autorità reale in Puglia, uomini come Roberto II di Capua o Riccardo II dell'Aquila, avevano deposto le armi o erano stati imprigionati. In breve, il papa non aveva alleati per continuare le ostilità. Inoltre la popolazione lo aveva scacciato da Roma ed egli si era trasferito a Benevento, che era territorio papale da oltre un secolo.
L'esercito siciliano si avvicinò a Benevento ed il papa fu costretto a scendere a patti. Il cancelliere pontificio Rolando Bandinelli (futuro papa Alessandro III) ed il nobiluomo romano Oddone Frangipane furono inviati per negoziare. Guglielmo di Tiro suggerisce che la città fosse assediata, ma testimoni oculari lo contraddicono. Re Guglielmo I di Sicilia inviò il suo ammiratus ammiratorum, Maione di Bari e due suoi primati Ugo Arcivescovo di Palermo, Romualdo II Guarna Arcivescovo di Salerno nonché il vescovo Guglielmo Calano e Marino Abate della Badia di Cava.
Partendo da una posizione di vantaggio, la delegazione siciliana ottenne un notevole successo con la firma del trattato il 18 giugno 1156. La sovranità di re Guglielmo fu riconosciuta su Sicilia, Puglia, Calabria, e Campania, così come su Capua, le città costiere di Amalfi, Napoli e Gaeta, e sui territori recentemente conquistati negli Abruzzi, che erano già stati reclamati da Ruggero ed Alfonso, fratelli maggiori di Guglielmo. Il tributo al papa di 600 scifati, concordato con Ruggero II in base al trattato di Mignano del 1139 fu confermato ed un altro di 400 scifati fu aggiunto per la Contea dei Marsi. Il papa ebbe il diritto d'inviare legati nel reame peninsulare, ma analogo diritto ebbe il re in Sicilia, inoltre si stabilì che era necessario l'assenso del Re in tutte le elezioni nella chiesa Sipontina e Garganica (Monte Sant'Angelo), quindi il papa dovette rinunciare a molta della sua autorità sull'isola.
Nella chiesa di San Marciano il papa incoronò Guglielmo re di Sicilia, Puglia e Capua, che ricevette il Bacio della Pace e offrì al papa doni d'oro e argento.
Uno dei principali autori del trattato fu il giovane notaio Matteo d'Aiello, che successivamente acquisirà grande fama in Sicilia.
Il manoscritto originale è conservato nell'Archivio Segreto Vaticano.